# Jörg Müller (Forstwissenschaftler)
Jörg Müller (* 1973) ist ein deutscher Forstwissenschaftler, Leiter des Lehrstuhls für Naturschutzbiologie und Waldökologie an der Julius-Maximilians-Universität Würzburg und stellvertretender Leiter des Nationalparks Bayerischer Wald.

## Leben
Müller absolvierte ein Studium der Forstwissenschaft, das er 1998 an der TU München mit Auszeichnung abschloss. Nach dem im Jahr 2000 abgelegten forstlichen Staatsexamen, einer Beschäftigung in der Bayerischen Staatsforstverwaltung und Forschungstätigkeit an der Bayerischen Landesanstalt für Wald und Forstwirtschaft (LWF) in Freising, promovierte er 2006 an der TU München mit summa cum laude zum Doktor der Forstwissenschaft.
Ab 2006 war er als Zoologe in der Nationalparkverwaltung Bayerischer Wald und ab 2010 als Privatdozent am Lehrstuhl für terrestrische Ökologie der TU München tätig.
Seit 2013 ist Müller stellvertretender Leiter der Nationalparks Bayerischer Wald sowie Leiter des dortigen Sachgebiets für Naturschutz und Forschung.
2016 wurde Müller zum Professor für Tierökologie und Leiter der Ökologischen Station an der Julius-Maximilians-Universität Würzburg berufen.
Zu seinen Forschungsschwerpunkten zählen Waldökologie und Naturschutz, ökologische Konzepte im Naturschutz und Totholzökologie.

## Auszeichnungen
- Hanskarl-Goettling-Preis, dotiert mit 3000 € (2006)
- Thurn-und-Taxis-Förderpreis für die Forstwissenschaft, dotiert mit 6000 € (2006)
- Alfred-Töpfer-Preis für Agrar, Forst und Naturschutz, dotiert mit 25.000 € (2010)